# Vineland (roman)
Pour les articles homonymes, voir Vineland.
Vineland (titre original : Vineland) est un roman de Thomas Pynchon publié en 1990 aux États-Unis. 

## Description
Fluctuant entre divers genres (uchronie, utopie, satire politique, polar...), le roman se déroule principalement en Californie durant les années 1960 et les années 1980, avec en toile de fond, la lutte entre le bien et le mal.
Il a reçu lors de sa sortie un accueil dithyrambique de Salman Rushdie.
Le titre fait référence à Terre-Neuve, baptisée « Vinland » par les premiers colons scandinaves.